# Okoč

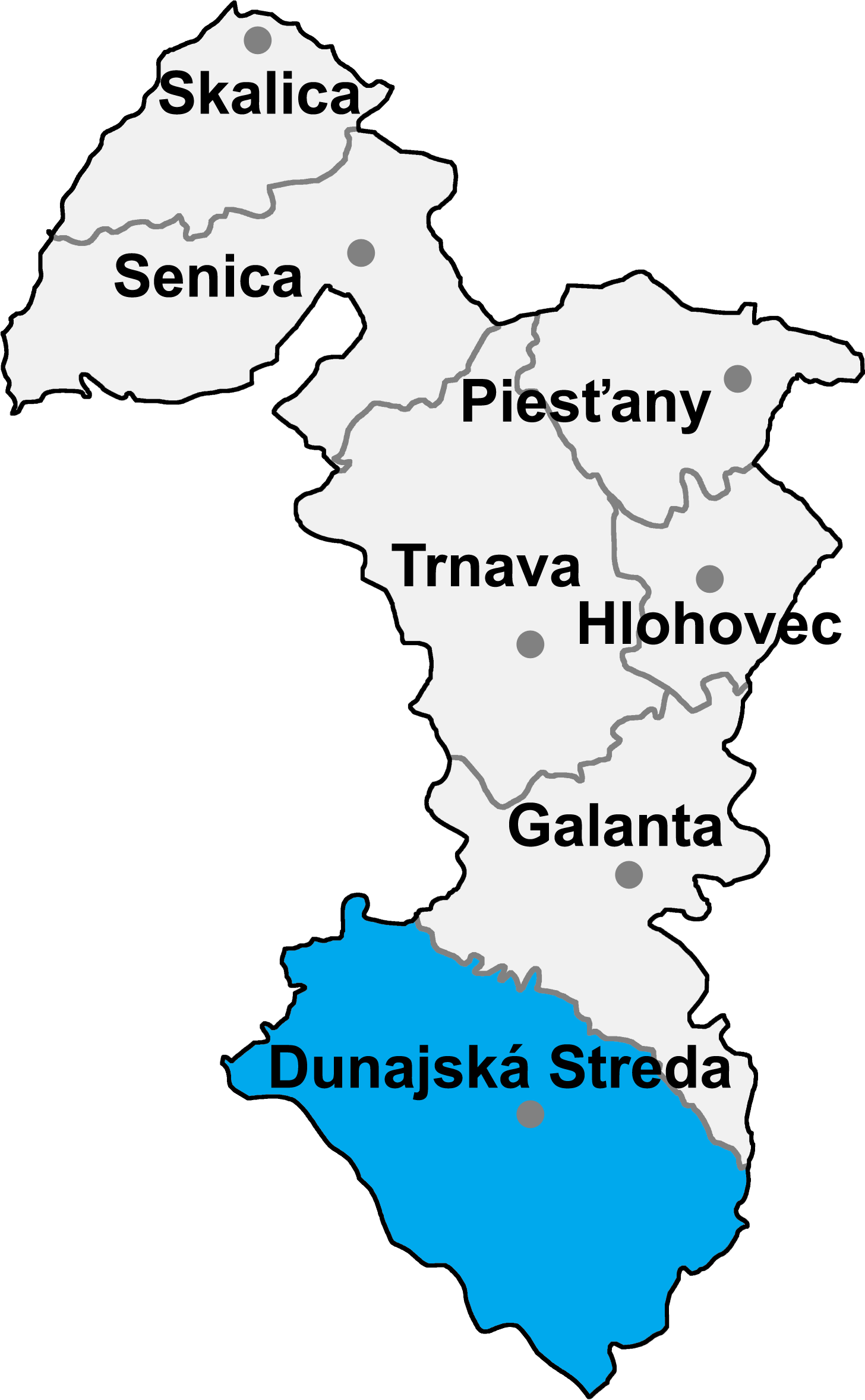
Localização de Dunajská Streda (distrito) na Trnava (região)

O Distrito eslovaco de Okoč  é um dos sessenta e quatro municípios que formam a Distrito de Dunajská Streda, situada em Região de Trnava, Eslováquia.

## Demografia
| Ano:        | 1994 | 2004   | 2014   | 2024   |
| ----------- | ---- | ------ | ------ | ------ |
| Broj ljudi: | 3587 | 3752   | 3631   | 3661   |
| Razlika:    |      | +4,59% | -3,22% | +0,82% |

| Ano:               | 2023 | 2024   |
| ------------------ | ---- | ------ |
| Número de pessoas: | 3672 | 3661   |
| Diferença:         |      | -0,29% |